# Lebetanthus myrsinites
Lebetanthus myrsinites là một loài thực vật có hoa trong họ Thạch nam. Loài này được (Lam.) Dusén mô tả khoa học đầu tiên năm 1905.